# Armel Bella-Kotchap
Armel Bella-Kotchap (París, Francia, 11 de diciembre de 2001) es un futbolista alemán que juega de defensa y su equipo es el Southampton F. C. de la EFL Championship.

## Trayectoria
En julio de 2018 fue promovido al primer equipo del VfL Bochum. Debutó el 28 de abril de 2019 contra el F. C. Erzgebirge Aue en la 2. Bundesliga.
El 21 de junio de 2022 fichó por el Southampton F. C. para jugar en la Premier League. Estuvo un año en Inglaterra y el 1 de septiembre de 2023 fue cedido al PSV Eindhoven.

## Selección nacional
Es internacional en categorías inferiores por Alemania. El 15 de septiembre de 2022 fue convocado por primera vez con la selección absoluta para dos partidos de la Liga de Naciones de la UEFA 2022-23 ante Hungría e Inglaterra. Debutó el día 26 jugando los últimos minutos del encuentro ante los ingleses.

#### Participaciones en Copas del Mundo
| Mundial           | Sede  | Resultado    | Partidos | Goles |
| ----------------- | ----- | ------------ | -------- | ----- |
| Copa Mundial 2022 | Catar | Primera fase | 0        | 0     |

## Estadísticas
Actualizado al último partido disputado el 15 de marzo de 2025.
| Club                         | Div.          | Temporada     | Liga  | Liga  | Copas nacionales | Copas nacionales | Copas internacionales | Copas internacionales | Total | Total |
| Club                         | Div.          | Temporada     | Part. | Goles | Part.            | Goles            | Part.                 | Goles                 | Part. | Goles |
| ---------------------------- | ------------- | ------------- | ----- | ----- | ---------------- | ---------------- | --------------------- | --------------------- | ----- | ----- |
| VfL Bochum · Alemania        | 2.ª           | 2018-19       | 4     | 0     | 0                | 0                | ―                     | ―                     | 4     | 0     |
| VfL Bochum · Alemania        | 2.ª           | 2019-20       | 12    | 0     | 2                | 0                | ―                     | ―                     | 14    | 0     |
| VfL Bochum · Alemania        | 2.ª           | 2020-21       | 28    | 1     | 2                | 0                | ―                     | ―                     | 30    | 1     |
| VfL Bochum · Alemania        | 1.ª           | 2021-22       | 22    | 0     | 4                | 0                | ―                     | ―                     | 26    | 0     |
| VfL Bochum · Alemania        | Total club    | Total club    | 66    | 1     | 8                | 0                | 0                     | 0                     | 74    | 1     |
| Southampton F. C. Inglaterra | 1.ª           | 2022-23       | 24    | 0     | 2                | 0                | ―                     | ―                     | 26    | 0     |
| PSV Eindhoven · Países Bajos | 1.ª           | 2023-24       | 4     | 0     | 0                | 0                | 2                     | 0                     | 6     | 0     |
| PSV Eindhoven · Países Bajos | Total club    | Total club    | 4     | 0     | 0                | 0                | 2                     | 0                     | 6     | 0     |
| Jong PSV · Países Bajos      | 2.ª           | 2023-24       | 3     | 0     | ―                | ―                | ―                     | ―                     | 3     | 0     |
| Jong PSV · Países Bajos      | Total club    | Total club    | 3     | 0     | 0                | 0                | 0                     | 0                     | 3     | 0     |
| Southampton F. C. Inglaterra | 1.ª           | 2024-25       | 4     | 0     | 1                | 0                | ―                     | ―                     | 5     | 0     |
| Southampton F. C. Inglaterra | Total club    | Total club    | 28    | 0     | 3                | 0                | 0                     | 0                     | 31    | 0     |
| Total carrera                | Total carrera | Total carrera | 101   | 1     | 11               | 0                | 2                     | 0                     | 114   | 1     |
| 1. 2.                        |               |               |       |       |                  |                  |                       |                       |       |       |

## Palmarés

### Títulos nacionales
| Título     | Club          | País         | Año  |
| ---------- | ------------- | ------------ | ---- |
| Eredivisie | PSV Eindhoven | Países Bajos | 2024 |

## Vida personal
Es hijo de Cyrille Florent Bella, exfutbolista e internacional camerunés.